# 德爾加奇山
70°36′S 163°1′E / 70.600°S 163.017°E
德爾加奇山是南極洲的山峰，位於維多利亞地，處於奧布灣以西和盧尼克角以南，屬於鮑爾斯山脈的一部分，以蘇聯的氣象學家命名。